# Henry Stallard
Henry Stallard, właśc. Hyla Bristow Stallard (ur. 28 kwietnia 1901 w Leeds, zm. 21 października 1973 w Hartfield) – brytyjski lekarz okulista, w młodości lekkoatleta (średniodystansowiec), medalista olimpijski z 1924.

## Kariera lekkoatletyczna
Stallard jako student Gonville and Caius College na Uniwersytecie Cambridge był wyróżniającym się biegaczem. Podczas zawodów Penn Relays 1 maja 1920 w Filadelfii sztafeta Oxbridge 4 × 880 jardów w składzie Wilfred Tatham, Stallard, William Milligan oraz Bevil Rudd ustanowiła wynikiem 7:50,4 rekord świata w tej konkurencji.
Był jednym z faworytów biegów średnich na igrzyskach olimpijskich w 1924 w Paryżu, jednak w eliminacyjnym biegu na 1500 metrów doznał złamania przewlekłego kości stopy. Wystartował jednak w biegu finałowym i zdobył brązowy medal (za Finem Paavo Nurmim i Szwajcarem Willym Schärerem), ustanawiając rekord Wielkiej Brytanii czasem 3:55,6. Zajął również 4. miejsce w finale biegu na 800 metrów.
Stallard był mistrzem Wielkiej Brytanii (AAA) w biegu na milę w 1923, w biegu na 880 jardów w 1924 i w biegu na 440 jardów w 1925. Jest jedynym lekkoatletą, który zdobył tytuły AAA na tych trzech dystansach.
Został sportretowany w filmie Rydwany ognia przez Daniela Gerrolla.

## Kariera lekarska
Praktykował w St Bartholomew’s Hospital, a następnie w Moorfields Eye Hospital, stając się czołowym chirurgiem okulistą. Był pionierem radioterapii nowotworów oka. Napisany przez niego podręcznik Eye Surgery doczekał się kilku wznowień.
International Society of Ocular Oncology (Międzynarodowe Towarzystwo Onkologii Okulistycznej) przyznaje nagrodę im. Stallarda.